# Takydromus intermedius
Takydromus intermedius (довгохвостка середня) — вид ящірок родини ящіркових (Lacertidae). Ендемік Китаю.

## Поширення і екологія
Середні довгохвостки мешкають в провінціях Сичуань, Гуйчжоу і Юньнань, а також на заході провінції Хубей. Вони живуть у вічнозелених лісах, серед опалого листя та на луках. Зустрічаються на висоті від 300 до 1700 м над рівнем моря. Живляться комахами.